# Frigyes Weicz
Frigyes Weicz, auch Fritz Weiss, (* unbekannt; † 19. Mai 1915 bei Krukenytschi, Galizien, heutige Ukraine), Spitzname Fritz, war ein ungarischer Fußballspieler.

## Karriere
Weicz begann beim 33 FC Budapest mit dem Fußballspielen und gehörte dem Verein bis 1907 an. Er spielte als Mittelstürmer. Ins Deutsche Kaiserreich gelangt, spielte er anschließend bis 1910 für den FC Germania 1901 Bockenheim und eine Saison lang für den Frankfurter FV Amicitia und 1902. Ins Königreich Ungarn zurückgekehrt, spielte er die Saison 1911/12 in der Osztályú Bajnokság, der seinerzeit höchsten Spielklasse, erneut für den 33 FC Budapest. Nach nur einer Saison kehrte er zum Frankfurter FV Amicitia und 1902 zurück, bevor er sich zur Saison 1913/14 der SpVgg Fürth anschloss.
Der erst 1903 gegründete und aufstrebende Verein befand sich zu dieser Zeit auf dem Weg zur deutschen Spitzenmannschaft und hatte sich zu dieser Zeit mit dem Stadion Sportplatz am Ronhofer Weg – Einweihung am 11. September 1910 – eine der modernsten Anlagen im deutschen Fußball geschaffen.
In der vom Süddeutschen Fußball-Verband ausgetragenen Meisterschaft spielte er im Ostkreis, in einer von vier regional höchsten Spielklassen, lediglich eine Saison lang – 13 Tore in elf Punktspielen erzielte er –, die allerdings von zwei regionalen Meisterschaften und der Deutschen Meisterschaft gekrönt war.
Unter dem im April 1911 vom Karlsruher FV gekommenen englischen Trainer William Townley hatte die Mannschaft im dritten Anlauf die Süddeutsche Meisterschaft gewonnen und nachgewiesen, auch in der Endrunde um die Deutsche Meisterschaft mitzuspielen. Der Auftakt dazu am 3. Mai 1914 in Leipzig gelang, da die SpVgg 1899 Leipzig mit 2:1 bezwungen werden konnte, dank seines Treffers zum Ausgleich in der 62. Minute und des Siegtreffers in der 83. Minute durch den Torjäger der „Kleeblätter“, Karl Franz.
Das am 17. Mai 1914 in Fürth angesetzte Halbfinale gestaltete sich nicht minder spannend. Zu Gast im Stadion Sportplatz am Ronhofer Weg hatte man den Berliner BC, der das erste (und einzige) Mal die Berliner Meisterschaft gewonnen hatte und entsprechend motiviert gewesen sein dürfte. Gegen diese Mannschaft lag die SpVgg Fürth bis zur 44. Minute mit 0:2 im Rückstand, ehe ihm der so wichtige Anschlusstreffer und der Ausgleich in der 62. Minute gelang.
Da sich am Resultat nach 90 Minuten nichts geändert hatte, ging es in die Verlängerung – nach damaligem Reglement folgten nun weitere Nachspielzeiten zu je 10 Minuten – bis eine Entscheidung herbeigeführt war. Wieder war es Franz vorbehalten, nicht nur die neuerliche Führung in der 103. Minute zu erzielen, sondern auch den 4:3-Siegtreffer in der 146. Minute, nachdem der Berliner Preuß mit seinem Tor in der 119. Minute für den zwischenzeitlichen Ausgleich gesorgt hatte.
Am 31. Mai 1914 stand er mit seiner Mannschaft im Finale keinem geringeren gegenüber, als dem Titelverteidiger aus Leipzig. Rund 6000 Zuschauer hatten sich rund um den Viktoria-Sportplatz in Magdeburg eingefunden, um dem Ereignis beizuwohnen. Abermals war es Franz, der nach 17 Minuten die 1:0-Führung erzielte, die erst durch Eduard Pendorf in der 83. Minute ausgeglichen werden konnte. In der Verlängerung gelang Weicz die abermalige Führung in der 103. Minute, die jedoch nur vier Minuten Bestand hatte, da Curt Hesse zum Ausgleich traf. Erneut war es Franz vorbehalten, auf seine Vorlage den Siegtreffer zum 3:2 in der 153. Minute zu erzielen; sieben Minuten später pfiff Schiedsrichter Curt von Paquet die Partie ab – die SpVgg Fürth war Deutscher Meister.
Frigyes Weicz ist im Verlauf des Ersten Weltkriegs am 19. Mai 1915 im Gefecht bei Krukenytschi in Galizien umgekommen.

## Erfolge
- Deutscher Meister 1914
- Süddeutscher Meister 1914
- Ostkreismeister 1914